# Agrius cingulata
Espèce
Agrius cingulata est une espèce de lépidoptères (papillons) de la famille des Sphingidae, sous-famille des Sphinginae, tribu des Acherontiini, originaire des régions tropicales d'Amérique. C'est l'espèce-type du genre Agrius.

## Description
L'envergure de l'imago varie de 9,5 à 12 cm. Son corps robuste est gris-brun avec des bandes roses. L'abdomen se rétrécit à un point. Les ailes postérieures sont grises avec des bandes noires et roses à la base.

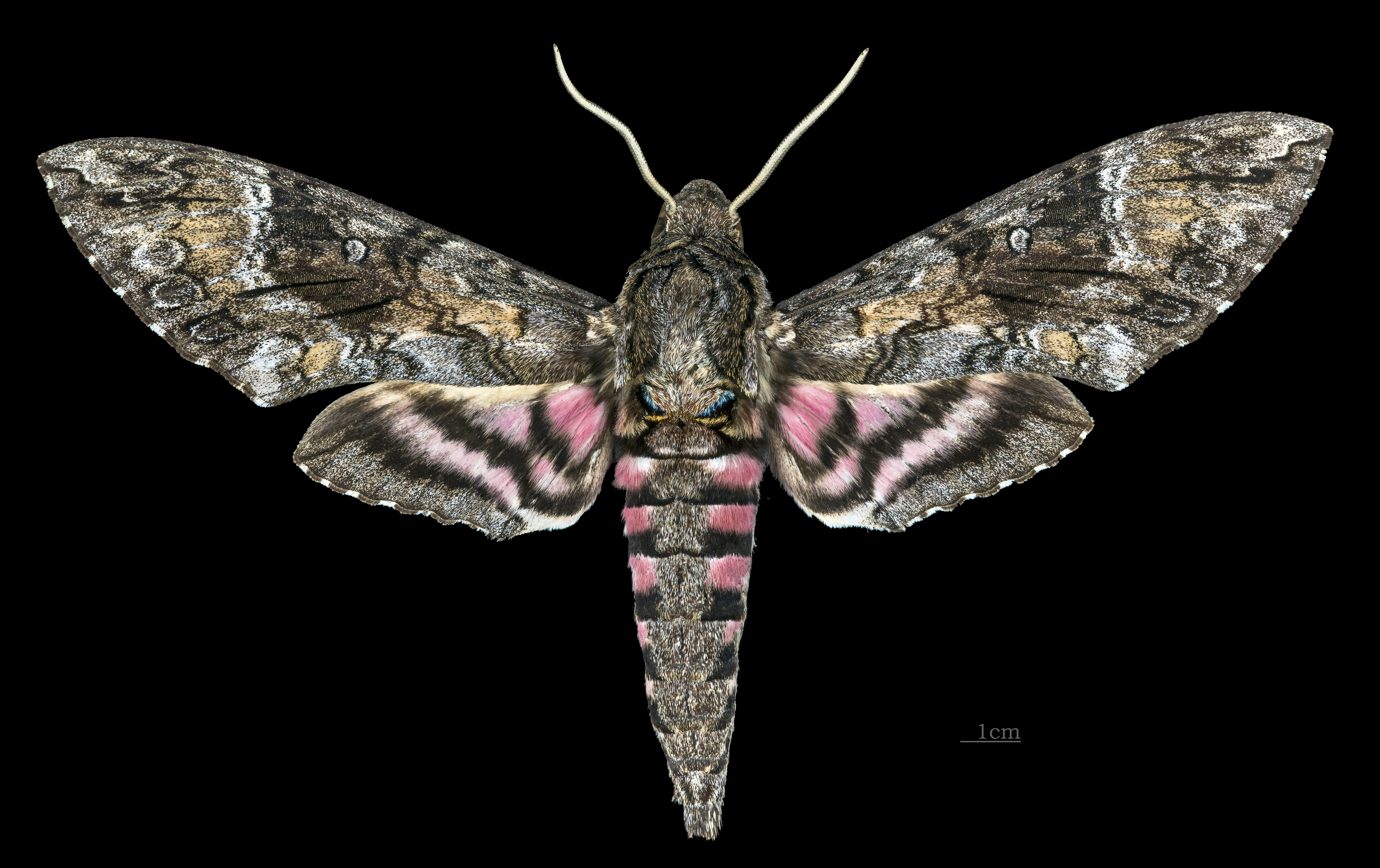
Mâle, face dorsale.
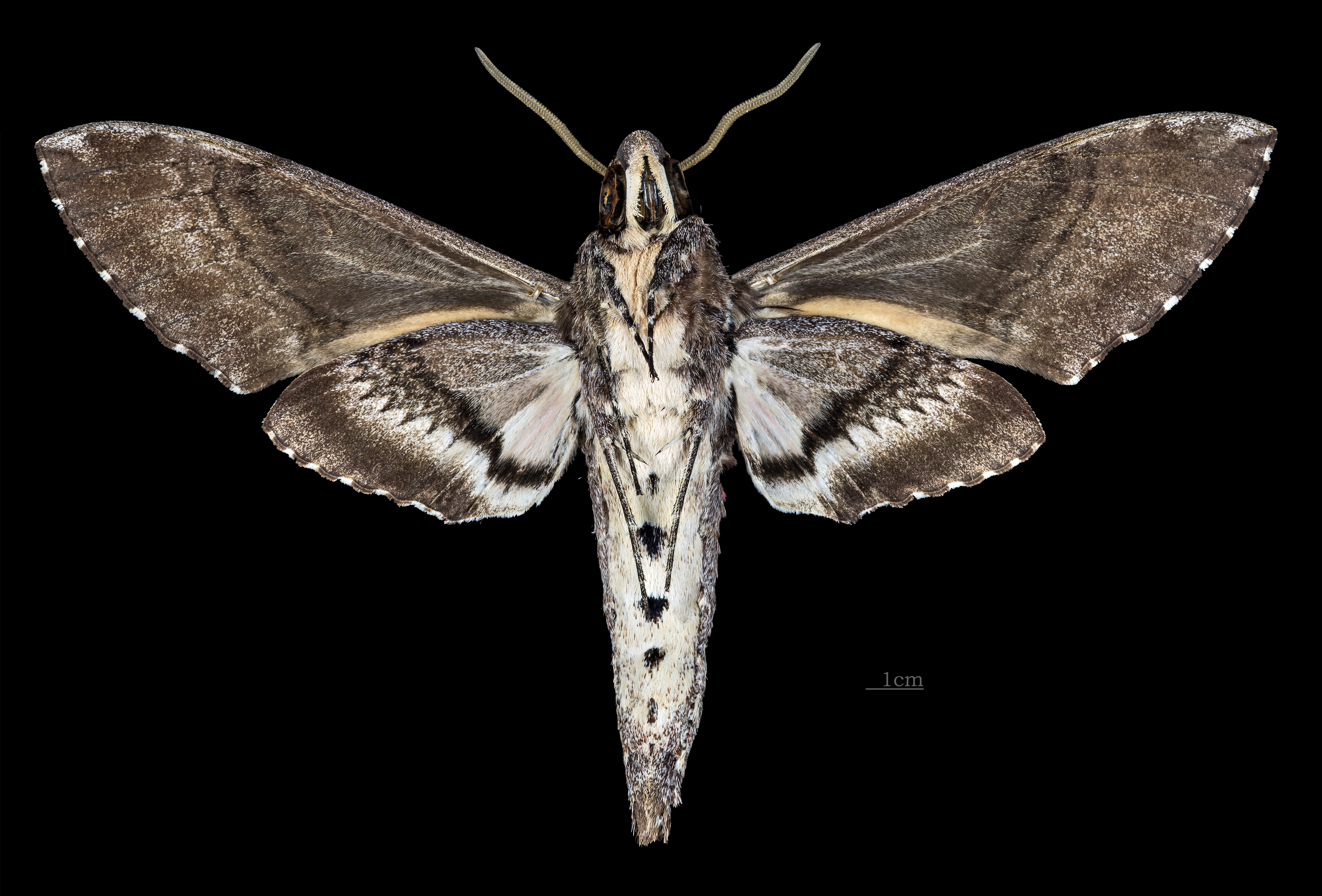
Mâle, face ventrale.

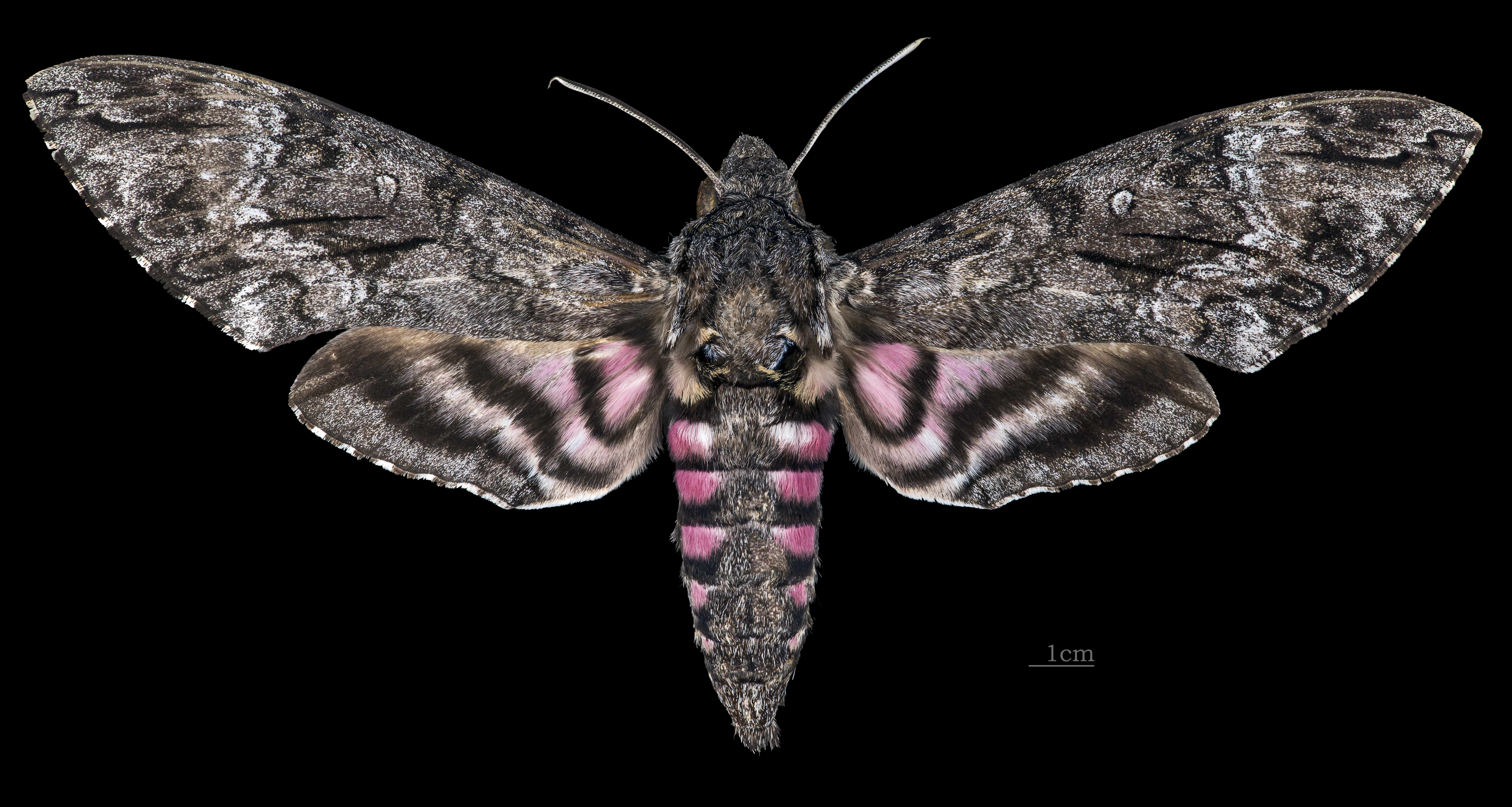
Femelle, face dorsale.
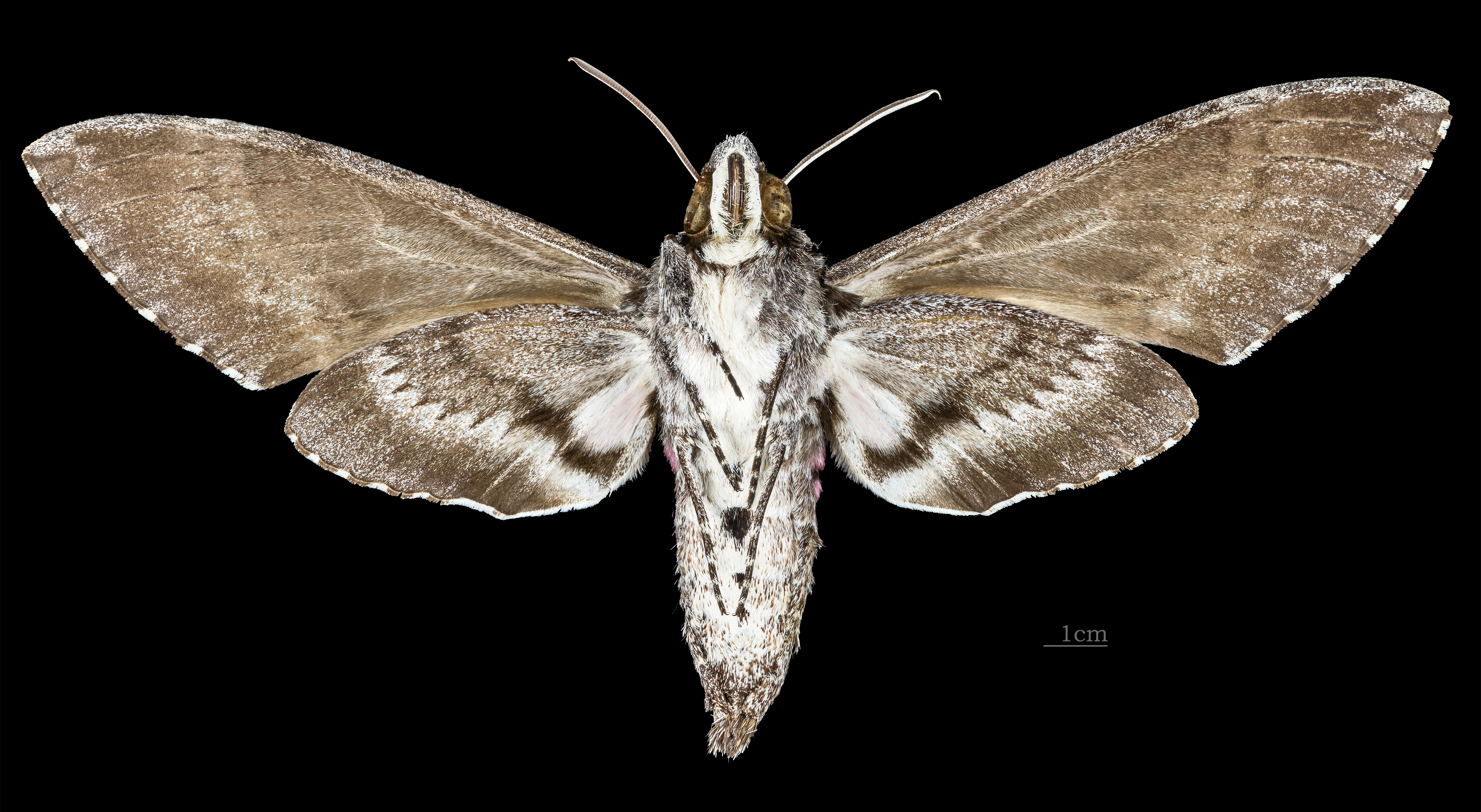
Femelle, face ventrale.

## Répartition
C'est une espèce néotropicale, et les adultes migrent vers le nord au Canada et vers le sud jusqu'en Patagonie et aux îles Falkland. Elle peut également être trouvée dans les îles Galápagos et Hawaii. Elle a été signalée en Europe occidentale, y compris au Portugal et au Royaume-Uni. Elle s'est récemment établie en Afrique de l'Ouest et au Cap-Vert.

## Biologie
C'est une espèce nocturne. Elle se nourrit du nectar de fleurs à corolle profonde, notamment de Calonyction aculeatum, et des espèces des genres Convolvulus et Petunia.
La chenille est trapue avec une corne postérieure. Elle se nourrit pendant le jour et la nuit sur la patate douce (Ipomoea batatas), mais aussi sur les espèces du genre Datura et d'autres plantes. Elle est connue comme un ravageur de la patate douce.

## Systématique
L'espèce Agrius cingulata a été décrite par l'entomologiste danois Johan Christian Fabricius en 1775, sous le nom initial de Sphinx cingulata.
La localité type est le continent américain.

### Synonymie
- Sphinx cingulata Fabricius, 1775 — Protonyme
- Sphinx affinis Goeze, 1780 [3]
- Sphinx druraei Donovan, 1810[4]
- Sphinx pungens Eschscholtz, 1821[5]
- Protoparce cingulata Godman & Salvin, 1881[6]
- Sphinx cingulata decolora Edwards, 1882[7]
- Herse cingulata pallida Closs, 1917
- Herse cingulata tukurine Lichy, 1943
- Agrius cingulata ypsilon-nigrum Bryk, 1953
- Herse cingulata
- Agrius cingulatus ingulata